# Victor Gonța
Victor Gonța (n. 21 septembrie 1988) este un fotalist din Republica Moldova, care în prezent evoluează la echipa Malkiya Club din Bahraini Premier League.